# Légion belge (1792)
Pour les articles homonymes, voir Légion belge et Légion belge (résistance).
La Légion belge, abréviation de Légion des Belges et des Liègeois unis ( aussi nommée Légion Belgique ) est une unité militaire de l’Armée révolutionnaire française composée de volontaires des Pays-Bas autrichiens, en l'actuelle Belgique. Ses volontaires, principalement des vonckistes arrivés en France après la révolution brabançonne ratée, faisaient partie des 12 000 Belges qui ont servi dans les armées françaises. L’unité est comparable à la Légion liégoise et à la Légion des Belges et des Liégois, deux autres unités de volontaires belges actives dans les années 1790.

## Histoire

### Aux origines de la légion: réguler les flux migratoire venus des Pays-Bas
L'échec de la révolution brabançonne en 1790 entraîne le départ de nombreuses populations issues du Brabant que ce soit des civils ou des anciens insurgés. Cette arrivée massive de réfugiés dans le nord de la France suscite de nombreuses inquiétudes de la part d’un grand nombre députés révolutionnaires. En effet, si la France donne l’hospitalité à Vonck et à d’autres bourgeois brabançons, elle voit d’un mauvais œil l’arrivée massive de vonckistes sur le territoire national. Lille devient dès mai 1790 le chef-lieu de l’immigration belge en France car cette ville est l’hôte du « quartier-général » de Vonck, l’Hôtel de la Cloche d’Or,. Le « Comité de Lille » fut ensuite créé, groupe révolutionnaire et conspirateur formé d’anciens membres de Pro aris et focis et regroupant des « enrôlés » prêt à lancer des insurrections. De plus, en solidarité avec ces réfugiés, plusieurs sociétés populaires du Nord de la France organisent des révoltes dans les Pays-Bas autrichiens, ce qui suscite la crainte d'une éventuelle invasion autrichienne en guise de représailles.
En 1790, à la suite d’une tentative insurrection du Comité de Lille, l'Assemblée constituante décide d'interdire aux réfugiés brabançons l'accès aux villes de guerre du Nord de la France,. Le comte de Biron suggère alors d'utiliser les réfugiés belges, dont beaucoup sont formés à l'usage des armes, afin de créer de nouvelles compagnies militaires. Le 20 janvier 1792 est formé le Comité des Belges et Liégeois unis à Paris.

### Création de la Légion
Le 20 avril 1792, la France déclare officiellement la guerre à l'Autriche, ce qui renforce le besoin urgent de nouvelles troupes face aux constats de manque de moyens humains et techniques dont dispose l'armée révolutionnaire, et réactive l'idée de créer une légion spécifiquement composée de réfugiés brabançons et liégeois. Avec le soutien du général Dumouriez, le Comité fonde à Lille les légions belge et liégeoise,. Peu après sa création, un « manifeste des Belges et des Liégeois » est publié à l'initiative du Comité et relayé dans la presse. Le manifeste affirme que le but de ces légions est non seulement d'aider la France révolutionnaire face à l'Autriche, mais aussi de constituer à l'échelle des légions une union nationale entre brabançons et liégeois, dépassant les divisions traditionnelles de la Belgique.
Contrairement à la Légion liégeoise, qui ne concentre que des soldats volontaires issu de la région de Liège, la Légion belge concentre à la fois des réfugiés liégeois et brabançons, traduisant selon les analystes de l'époque un sentiment d'appartenance commun à une même nation belge. Cette union entre liégeois et brabançons était pendant longtemps impossible au vu de l’écart idéologique entre ces deux peuples. Si les liégeois étaient guidés d’idées démocratiques, les brabançons étaient de fervents révolutionnaires et il demeurait de certains préjugés qui empêchaient tout rapprochement.
La Légion belge était initialement commandée par le colonel Jacques Leunckens, qui avait déjà servi pendant la révolution brabançonne avec le général van der Mersch,. Louis Joseph Lahure, futur général, a servi dans la Légion belge après avoir été contraint à l'exil à la suite de la révolution brabançonne.
La légion se compose de deux bataillons, ainsi qu'un détachement d'artillerie et un autre de cavalerie.

### Tensions
Au fur et à mesure des progressions faites dans les Pays-Bas autrichiens, le rôle de la Légion suscite de nombreuses contestations au sein des généraux français. D'un côté, Dumouriez soutient le Comité et la Légion, estimant que le Comité est l'instance légitime pour organiser et administrer les villes belges nouvellement occupées. De l'autre, des généraux comme Lafayette et Lückner se méfient de celle-ci, en raison de son statut particuliers et du manque de contrôle hiérarchique qu'ils peuvent exercer sur celle-ci.

## Rôle dans les guerres révolutionnaires
Au combat, cette légion se caractérise par un manque de cohésion, liée à la difficile entente entre liégeois et brabançons, et d'expérience, seule une minorité de combattants ayant acquis une expérience des armes et du commandement militaires lors des révolution brabançonnes et liégeoises. Ils font toutefois preuve d'un élan patriotique fort et d'un attachement profond à la Révolution, maintenant un semblant d'unité dans la légion.
Le premier bataillon est commandé par Jean-Baptiste Dumonceau et sert en Champagne. Le second bataillon participe au Siège de Lille en 1792,.
La Légion belge se distingue également lors des percées françaises vers les Pays-Bas autrichiens. Le 3 novembre 1792, ils prennent le village de Thulin et agressent en solitaire les troupes autrichiennes jusqu'à parvenir à percer leurs rangs. Le 6 novembre de la même année, ils participent à la prise de la ville Quareugnon aux côtés de neuf autres bataillons français.